# 北沢又
北沢又（きたさわまた）は、福島県福島市の大字である。郵便番号は960-8251。

## 地理
福島市中部、中心市街地北側に隣接する清水地区に属し、地区内北部に位置する。西から北にかけて笹谷と、北東で南矢野目と、東で御山と、南で泉、南沢又とそれぞれ隣接する。町村制施行以前の北沢又村の流れを汲む地域である。東西に長い範囲を域内とし、中央付近で南沢又が張り出し大きくくびれており、回廊上の区域を介し東西に分かれている。松川左岸部に広がる平地であり、果樹園や田畑が広がっていたが、国道13号福島西道路の開通と、それに伴う周辺の区画整理により住宅地として発展している。上町に所在する 福島警察署及び泉に所在する福島消防署清水分署がそれぞれ管轄にあたる。

### 河川
- 松川

### 主な字
- 愛宕
- 馬除
- 馬除西
- 馬除前
- 稲荷
- 稲荷川原
- 稲荷川原西
- 稲荷中河原
- 稲荷西
- 稲荷前
- 大谷地境
- 大和田
- 大和田前
- 大和田南
- 御山境
- 欠ケ
- 上稲荷川原
- 上日行壇
- 川寒川原
- 川寒下川原
- 川寒西
- 川下釜
- 川辺
- 川原
- 川原田
- 狐塚
- 小泉西
- 小泉南
- 清水
- 下稲荷川原
- 下釜
- 下釜北
- 下台
- 下台前
- 下八計
- 新田
- 外新田
- 台
- 台前
- 台前北
- 土田
- 出符
- 寺西
- 樋越
- 樋越北
- 樋越下
- 東谷地北
- 東谷地西
- 中清水
- 中日行壇
- 成出
- 西沼原
- 沼原
- 八計
- 番匠田
- 東稲荷川原
- 東馬除
- 日行壇
- 古屋敷
- 古屋敷北
- 古屋敷西
- 古屋敷前
- 古屋敷南
- 水口
- 道南
- 明神林
- 門前
- 柳下

## 歴史
- 1889年（明治22年）4月1日 - 町村制の施行により信夫郡清水村が発足。旧北沢又村域は清水村の大字となる。
- 1947年（昭和22年）3月10日 - 清水村が福島市に編入され、福島市北沢又となる。

## 世帯数と人口
2022年（令和4年）3月31日現在の世帯数と人口は以下の通りである。
| 大字   | 世帯数   | 人口   |
| ------ | -------- | ------ |
| 北沢又 | 2471世帯 | 5662人 |

## 小・中学校の学区
市立小・中学校に通う場合、学区は以下の通りとなる。
| 番地 | 小学校               | 中学校             |
| ---- | -------------------- | ------------------ |
| 全域 | 福島市立北沢又小学校 | 福島市立信陵中学校 |

## 交通

### 鉄道
- 福島交通飯坂線
  - 域内に駅は無く、南沢又に所在する上松川駅が最寄り駅である。

### 道路
- 国道13号福島西道路
  - 清水大橋（松川）
- 福島県道3号福島飯坂線
- 福島県道312号折戸笹谷線
- 福島市道18号松北町折戸線
- 福島市道20号泉前原線
  - 川寒橋（松川）
- 福島市道21号北沢又丸子線
- 福島市道23号仁井田笹谷線
  - 新松川橋（松川）
- 福島市道52号成出西南舘線

### バス
福島交通路線バス
- （福島駅方面） - 北沢又 - （荒古屋方面）
  - 南沢又経由北沢又
  - 北沢又経由十六沼公園
  - 蓬莱小経由荒古屋・医大
- （福島駅方面） - 福島第一病院前 - （中野・大笹生方面）
  - 中野
  - 蓬莱小経由大笹生・医大
- （福島駅方面） - 川寒 - （イオン福島店方面）
  - 御山経由イオン福島

## 施設
- 国土交通省福島河川国道事務所東北中央道維持出張所
- 福島市立北沢又小学校
- 北沢又郵便局
- 福島第一病院
- 川寒運動公園
- 北沢又運動公園
- 松韻学園福島高等学校グラウンド